# Eugène Pollénus
Eugène Hyacinthe Joseph François Pollenus né le 16 octobre 1796 à Kermt et mort le  28 janvier 1879 à Spalbeek, était un membre de la chambre des représentants,. 

## Biographie
Il était fils du secrétaire communal de Kermt Jean Pollenus et de Marie Marguerite Palmers. Son frère, Joseph Pollenus, est devenu conseiller provincial et juge de paix.  
Il épousa Anne-Françoise Vannes à Hasselt en 1839. 
Il obtient son doctorat en droit en 1818 de l'Université de Liège et s'établit comme avocat à Hasselt. En 1820, il devient juge suppléant au tribunal de première instance de Hasselt et en 1823, il rejoint la magistrature d'abord comme substitut, puis de 1831 à 1850 comme Procureur du Roi  à Hasselt,,. 
En 1833, il est élu député à la chambre des représentants, pour l'arrondissement de Maastricht, réélu en 1835, cette fois comme député de l'arrondissement de Hasselt,. 
En 1848, il devient conseiller communal de Spalbeek, puis de 1866 à 1872, il en devient le bourgmestre. 

## Ouvrages de référence
- Jean-Luc de Paepe & Christiane Raindorf-Gérard, Le Parlement belge, 1831-1894, Bruxelles, 1996.